# Hrachovište
Hrachovište és un poble i municipi d'Eslovàquia que es troba a la regió de Trenčín.

## Història
La primera menció escrita de la vila es remunta al 1392.

## Demografia
| Godina             | 1994 | 2004   | 2014   | 2024    |
| ------------------ | ---- | ------ | ------ | ------- |
| Nombre de persones | 666  | 694    | 720    | 644     |
| Diferència         |      | +4,20% | +3,74% | −10,55% |

| Godina             | 2023 | 2024   |
| ------------------ | ---- | ------ |
| Nombre de persones | 643  | 644    |
| Diferència         |      | +0,15% |